# Lexipedia
Lexipedia es una red semántica visual en línea, con funcionalidad de diccionario y tesauro construida sobre el software multilingüe ConceptNet de la empresa Vantage Learning. 
Lexipedia presenta palabras con sus relaciones semánticas, mostradas en forma de una estructura en red  animada. Lexipedia soporta los idiomas inglés, holandés, francés, alemán, italiano y español. 
Lexipedia contiene una versión ampliada del diccionario inglés WordNet.